# Die Hinrichtung (1976)
Die Hinrichtung ist ein deutsch-französisch-kanadisch-italienischer Thriller mit Horrorelementen aus dem Jahre 1976 von Denis Héroux mit Mathieu Carrière in der Hauptrolle. Die Geschichte orientiert sich lose an den Massenmorden des Serienkillers Richard Speck, der 1966 acht Schwesternschülerinnen in Chicago ermordet hatte.

## Handlung
Ende 1972 taucht im vom Bürgerkrieg zwischen Protestanten und Katholiken zerrissenen Belfast ein mental verstörter US-Soldat namens Cain Adamson auf. Er ist ein Vietnamkriegs-Veteran und schwer traumatisiert desertiert. Obwohl Cain in seine amerikanische Heimat heimzukehren beabsichtigt, kann er etwa eine Woche lang kein Schiff besteigen, das ihn von Belfast zurückführt. Dadurch ist er zum Verbleib in der nordirischen Hauptstadt gezwungen. Während er durch die Stadt schlendert, trifft Cain schließlich auf eine Prostituierte mittleren Alters, die ihn als möglichen Freier anspricht. Cain folgt ihr in ihre Wohnung, wo er schnell ausrastet, die Frau demütigt und sie mit einem Messer bedroht. Anschließend geht er wieder.
Zur selben Zeit bereitet sich eine Gruppe von acht aus mehreren Ländern stammende, junge Schwesternschülerinnen – dies sind Bridget, Christine, Leila, Jenny, Pam, Amy, Catherine und Eileen – auf ihre letzte Prüfungswoche vor dem Ausbildungsabschluss vor. Eines Nachmittags versammeln sich die Frauen in ihrem gemeinsamen Haus, um Eileens Geburtstag zu feiern. Bridget, die gerade von ihrer Schicht im Krankenhaus heimkehren will, wird Zeugin einer Schießerei auf der Straße, bei der ein Mann getötet wird. Cain betritt mehr oder weniger zufällig durch eine Küchentür die Unterkunft jener Mädchen. Er wird von Christine und Amy zu Essen und einer Flasche Wein eingeladen, bevor sie ihn wieder seiner Wege ziehen lassen. Dann muss Pam zu ihrer Nachtschicht im Krankenhaus aufbrechen. Als im Laufe des Abends Christine mit Jenny allein zusammensitzt, gesteht erstgenannte der zweiten, dass sie romantische Gefühle für sie hegt. Jenny ist jedoch seit dem heutigen Tage ziemlich durch den Wind, weil sie im Krankenhaus erstmals mit dem Tod (eines Patienten) konfrontiert wurde.
Unterdessen kehrt Cain, ohne Wissen der Frauen, ins Haus zurück, indem er durch ein Fenster im Erdgeschoss einbricht. Hier trifft er Jenny und Christine im Wohnzimmer an. Cains Anwesenheit bekommt rasch etwas bedrohliches. Er trommelt die Frauen zusammen, während Amy versucht, ihn zu beruhigen, als dieser sie mit einem Messer bedroht. Die jungen Frauen nehmen zunächst an, dass der zornige Amerikaner sie lediglich ausrauben wolle. Dass sie es mit einem gefährlichen Psychopathen zu tun haben, schwant ihnen erst allmählich. Cain fesselt die Hände der Mädchen und verspricht ihnen, dass er sie freilassen werde, sobald Pam von ihrer Nachtschicht zurückgekehrt sei. In der Zwischenzeit erzählt er den Anwesenden Anekdoten aus seiner Kindheit. Seine Tante soll ihm einmal gesagt haben, er sei "für die Hölle geboren", da er regelmäßig den Sonntagsgottesdienst schwänze. Genau diesen Terminus, „Born to Hell“, hat Cain auch auf seinen Arm tätowieren lassen.
Cain bringt Amy nach unten, nachdem er die sechs anderen Schwesternschülerinnen gefesselt im Schlafzimmer im Obergeschoss zurückgelassen hat. Als er versucht, das Mädchen zu vergewaltigen, wehrt es sich, und er erwürgt Amy mit einem Gürtel. Dann nimmt er Christine und Jenny mit nach unten, zieht sie nackt aus und versucht, die eine dazu zu nötigen, die andere mit Oralsex zu befriedigen. Als diese sich weigert, schlägt Cain sie mit seinem Gürtel. Kurz darauf kommt Pam mit ihrer Kollegin Jill im Haus an und muss festzustellen, dass der (von Cain manipulierte) Lichtschalter nicht funktioniert. In der Dunkelheit überfällt Cain die Frauen und ersticht Jill, ehe er anschließend Pam ermordet. Cain schaltet den Strom wieder an und begibt sich erneut ins Obergeschoss. Dort findet er die verbleibenden Eileen und Leila nicht mehr an. Eileen hat sich in einem Schrank versteckt, wo Cain sie aufstöbert und ersticht. Leila, die sich unter einem Bett verkrochen hat, muss mit ansehen, wie Cain Bridget ermordet. Catherine ist durch die ganze Bestialität dem Wahnsinn nahe und fängt an, halb irre zu lachen. Cain bringt sie nach unten und zeigt ihr die Leichen ihrer Freundinnen. Dann platziert er das Mädchen am Küchentisch und füttert sie mit einem Stück von Eileens Geburtstagstorte. In ihrem Zustand einer dissoziativen Störung nimmt Catherine Cains Springmesser, sticht sich in die Brust und begeht dadurch Selbstmord. Cain kehrt nach oben zurück, bricht auf dem Bett zusammen, unter dem sich Leila versteckt, und schläft, vom vielen Morden vollkommen erschöpft, ein.
Im Morgengrauen erwacht Cain und verlässt das Haus. Später an diesem Morgen beobachtet er von einer nahegelegenen Kneipe aus, wie Sanitäter die Leichen der Frauen aus ihrem Haus abtransportieren und hört den Einheimischen dabei zu, wie diese über die Morde sprechen. Nachrichtensendungen veröffentlichen das unverwechselbare Tattoo des Mörders, das die einzige Überlebende, Leila, der Polizei geschildert hat. Später versucht Cain in einer öffentlichen Toilette Selbstmord, indem er sich eines seiner Handgelenke aufschneidet. Er wird jedoch blutüberströmt entdeckt und in ein Krankenhaus gebracht, wo ein Chirurg seine Wunde versorgt. Cain erlangt das Bewusstsein wieder, als der Chirurg seinen blutigen Arm behandelt und das "Born for Hell"-Tattoo enthüllt. Der Chirurg sieht ihn an und meint lediglich: "Sie waren es also".

## Produktionsnotizen
Die Hinrichtung entstand 1975 mit Außenaufnahmen in Belfast und mit Atelieraufnahmen in Bendestorf bei Hamburg. Der Film wurde am 12. März 1976 in Montréal uraufgeführt. Die deutsche Premiere war im darauffolgenden Jahr.
Hans-Thilo Theilen übernahm die Produktionsleitung, die Ausstattung besorgte Guy Sheppard. Lilo Winterstein war Standfotografin.

## Wissenswertes
In Austin / Texas kam es im Dezember 1976 zu heftigen Protesten gegen den Film seitens Feministinnen, die gegen den Exploitationcharakter und die dort ungehemmt gezeigte Gewalt gegen Frauen demonstrierten.

## Kritik
Im Lexikon des Internationalen Films heißt es: „Nach einem tatsächlichen Vorfall mit Vietnam- und Bürgerkriegsproblematik aufbereiteter Spannungsfilm eines irren Mörders, der durch die Überfülle an Motiven und Effekten viel an Glaubwürdigkeit verliert.“